# Karl Prungraber
Karl Prungraber (* 15. Mai 1977) ist ein österreichischer Triathlet, Duathlet und achtfacher Duathlon-Staatsmeister.

## Werdegang
Der Linzer Karl Prungraber wurde 2007, 2008, 2009 und 2014 Österreichischer Staatsmeister auf der Duathlon-Kurzdistanz.

Im August 2012 wurde er in Weyer zudem nach 2006, 2007 und 2011 zum vierten Mal auch Staatsmeister auf der Duathlon-Langdistanz. Er wird trainiert von Bernhard Keller. Seit 2015 tritt er nicht mehr international in Erscheinung.
Karl Prungraber wohnt in Luftenberg an der Donau.

## Sportliche Erfolge
| Datum/Jahr    | Rang | Wettbewerb                                    | Austragungsort   | Zeit        | Bemerkung |
| ------------- | ---- | --------------------------------------------- | ---------------- | ----------- | --- |
| 13. Sep. 2015 | 4    | ÖTRV Staatsmeisterschaft Duathlon Kurzdistanz | Deutschlandsberg | 01:29:30    | |
| 14. Sep. 2014 | 1    | ÖTRV Staatsmeisterschaft Duathlon Kurzdistanz | Deutschlandsberg | 01:49:04,76 | Sieger beim City Duathlon |
| 24. Aug. 2014 | 13   | ETU Duathlon European Championships           | Weyer            | 01:57:47    | Duathlon-Europameisterschaft im Rahmen des Powerman Austria                                                                                          |
| 3. Mai 2009   | 1    | ÖTRV Staatsmeisterschaft Duathlon Kurzdistanz | Ternitz          | 01:30:20    | [ 1 ] |
| 2008          | 1    | ÖTRV Staatsmeisterschaft Duathlon Kurzdistanz | Telfs            | 01:32:47    | Zweiter hinter dem Deutschen Florian Holziger – und damit Österreichischer Staatsmeister (7 km erster Lauf, 31,8 km Radfahren und 4 km zweiter Lauf) |
| 2007          | 1    | ÖTRV Staatsmeisterschaft Duathlon Kurzdistanz | Ternitz          |             | |

| Datum/Jahr    | Rang | Wettbewerb                                              | Austragungsort     | Zeit       | Bemerkung |
| ------------- | ---- | ------------------------------------------------------- | ------------------ | ---------- | --- |
| 18. Aug. 2013 | DSQ  | ÖTRV Staatsmeisterschaft Duathlon Langdistanz           | Weyer              | –          | wegen unglücklichen Regelverstoßes disqualifiziert                                                                        |
| 19. Aug. 2012 | 1    | ÖTRV Staatsmeisterschaft Duathlon Langdistanz           | Weyer              | 03:43:30,4 | auf Rang 6 beim Powerman Austria als bester Österreicher erneut Staatsmeister auf der Langdistanz                         |
| 4. Sep. 2011  | DNF  | ITU Powerman Long Distance Duathlon World Championships | Zofingen           | –          | Powerman-Langdistanz-Duathlon-WM beim Powerman Zofingen                                                                   |
| 21. Aug. 2011 | 1    | ÖTRV Staatsmeisterschaft Duathlon Langdistanz           | Weyer              | 03:44:37   | Österreichischer Staatsmeister auf der Langdistanz mit Rang 4 beim Powerman Austria                                       |
| 5. Sep. 2010  | 6    | ITU Powerman Long Distance Duathlon World Championships | Zofingen           | 06:41:31   | Powerman-Langdistanz-Duathlon-WM                                                                                          |
| 22. Aug. 2010 | 2    | ÖTRV Staatsmeisterschaft Duathlon Langdistanz           | Weyer              | 03:44:46   | als Dritter beim Powerman Austria Österreichischer Duathlon-Vize-Staatsmeister auf der Langdistanz hinter Siegfried Bauer |
| 30. Mai 2010  | 4    | Powerman Germany                                        | Falkenstein/Vogtl. | 03:17:16   | 16 km Laufen, 60 km Radfahren und 8 km Laufen                                                                             |
| 2. Sep. 2007  | 1    | ÖTRV Staatsmeisterschaft Duathlon Langdistanz           | Weyer              |            | Österreichischer Duathlon-Staatsmeister auf der Langdistanz als Dritter beim Powerman Austria                             |
| 3. Sep. 2006  | 1    | ÖTRV Staatsmeisterschaft Duathlon Langdistanz           | Weyer              |            | Österreichischer Duathlon-Staatsmeister auf der Langdistanz als Zweiter beim Powerman Austria                             |
| 13. Sep. 2003 | 28   | ITU Powerman Long Distance Duathlon World Championships | Zofingen           | 07:16:49   | Powerman-Langdistanz-Duathlon-WM                                                                                          |

| Datum/Jahr    | Rang | Wettbewerb           | Austragungsort | Zeit     | Bemerkung                   |
| ------------- | ---- | -------------------- | -------------- | -------- | --------------------------- |
| 6. Sep. 2014  | 5    | Austria-Triathlon    | Podersdorf     | 04:04:20 |                             |
| 2013          | 3    | Austria-Triathlon    | Podersdorf     | 04:04:31 | Dritter auf der Halbdistanz |
| 13. Juli 2008 | 9    | Ironman Austria      | Klagenfurt     | 08:35:03 |                             |
| 24. Mai 2008  |      | Ironman 70.3 Austria | St. Pölten     | 04:14:10 |                             |
| 4. Juli 2004  | 23   | Ironman Austria      | Klagenfurt     | 08:56:46 |                             |

| Datum/Jahr    | Rang | Wettbewerb         | Austragungsort | Zeit | Bemerkung                        |
| ------------- | ---- | ------------------ | -------------- | ---- | -------------------------------- |
| 31. Dez. 2011 | 2    | Silvesterlauf Linz | Linz           |      | Zweiter hinter Markus Rothberger |

(DNF – Did Not Finish; DSQ – Disqualifiziert)